# Alberto Malavasi
Alberto Malavasi (Reggio Emilia, 26 giugno 1936 – Palermo, 15 gennaio 2021) è stato un calciatore italiano, di ruolo centrocampista.

## Biografia
Era soprannominato Pupo. Terminata la carriera agonistica si stabilì in Sicilia, svolgendo attività imprenditoriale a San Cataldo.
Morì nel gennaio del 2021 colpito dal COVID-19.

## Carriera
Giocò in Serie A e B con Palermo e Reggiana.
Crebbe nelle giovanili della Reggiana ed arrivò a giocare in prima squadra in serie C. Nel 1957, a 21 anni, venne ceduto al Palermo in Serie B.
Esordì tra i cadetti il 15 settembre 1957 in Palermo Triestina 3-2. Il 14 giugno 1958 siglò il suo primo goal stagionale nel match di Coppa Italia vinto per 3-2 contro la Roma. Con i rosanero conquistò la promozione in Serie A nel 1959, e poi dopo la retrocessione dell'anno seguente ancora nel 1961. Esordì in Serie A contro il Bari il 20 settembre 1959. Segnò il suo primo goal in massima serie il 18 ottobre successivo contro la SPAL (1-1 finale).
In Sicilia rimase fino al 1965, quando fece ritorno per un anno alla Reggiana. In maglia rosanero ha collezionato complessivamente 268 presenze e 14 reti: 156 presenze in Serie B, 93 in Serie A, 16 in Coppa Italia e 3 nelle Coppe Europee.

## Palmarès

### Giocatore

#### Competizioni nazionali
- IV Serie: 1

Reggiana: 1955-1956